# Пещериха (деревня)
Пещериха — деревня в Лежневском районе Ивановской области. Входит в состав Лежневского сельского поселения.

## География
Находится в юго-западной части Ивановской области на расстоянии приблизительно 13 км на юг по прямой от районного центра поселка Лежнево.

## История
Деревня уже отмечалась на карте 1808 года. В 1859 году здесь (тогда деревня в составе Ковровского уезда Владимирской губернии) было учтено 6 дворов. В переписи 2002 года не учитывалась. Вновь зарегистрирована в 2008 году.

## Население
Постоянное население составляло 38 человека (1859 год), 3 в 2010.